# Digital Extremes
A Digital Extremes egy kanadai videójáték-fejlesztő cég, székhelye London, Ontario. 1993-ban alapította James Schmalz.

## Jelenlegi munkák
A Digital Extremes jelenleg egy ingyenesen játszható játékon, a Warframe-en dolgozik, melyet  Windows-ra,  PlayStation 4-re és Xbox One-ra adtak ki.

## Díjak és eredmények
- Canada's Top Employer (Kanada legjobb alkalmazója) (2010, 2011, 2012)

## Evolution Engine
Az Evolution Engine a Digital Extremes saját fejlesztésű játékmotorja, melyet először a Dark Sector fejlesztésénél használtak. Azóta a Darkness II és a Star Trek videójátékban használták, és ezzel fut a legújabb, legaktívabb munkájuk, a Warframe is.

## Fejlesztett játékok
| Év   | Cím                                 | Platform(ok) | Platform(ok) | Platform(ok) | Platform(ok) | Platform(ok) | Platform(ok) | Platform(ok) | Platform(ok) | Platform(ok) | Platform(ok) | Platform(ok) | Platform(ok) | Platform(ok) |
| Év   | Cím                                 | DC           | DOS          | Lin          | Mac          | PS           | PS2          | PS3          | PS4          | Win          | Xbox         | X360         | XOne         | Switch       |
| ---- | ----------------------------------- | ------------ | ------------ | ------------ | ------------ | ------------ | ------------ | ------------ | ------------ | ------------ | ------------ | ------------ | ------------ | ------------ |
| 1992 | Solar Winds                         | Nem          | Igen         | Nem          | Nem          | Nem          | Nem          | Nem          | Nem          | Nem          | Nem          | Nem          | Nem          | Nem          |
| 1993 | Epic Pinball                        | Nem          | Igen         | Nem          | Nem          | Nem          | Nem          | Nem          | Nem          | Nem          | Nem          | Nem          | Nem          | Nem          |
| 1993 | Silverball                          | Nem          | Igen         | Nem          | Nem          | Nem          | Nem          | Nem          | Nem          | Nem          | Nem          | Nem          | Nem          | Nem          |
| 1995 | Extreme Pinball                     | Nem          | Igen         | Nem          | Nem          | Igen         | Nem          | Igen         | Nem          | Nem          | Nem          | Nem          | Nem          | Nem          |
| 1998 | Unreal                              | Nem          | Nem          | Nem          | Igen         | Nem          | Nem          | Nem          | Nem          | Igen         | Nem          | Nem          | Nem          | Nem          |
| 1999 | Unreal Tournament                   | Igen         | Nem          | Igen         | Igen         | Nem          | Igen         | Nem          | Nem          | Igen         | Nem          | Nem          | Nem          | Nem          |
| 2001 | Adventure Pinball: Forgotten Island | Nem          | Nem          | Nem          | Nem          | Nem          | Nem          | Nem          | Nem          | Igen         | Nem          | Nem          | Nem          | Nem          |
| 2002 | Unreal Championship                 | Nem          | Nem          | Nem          | Nem          | Nem          | Nem          | Nem          | Nem          | Nem          | Igen         | Nem          | Nem          | Nem          |
| 2002 | Unreal Tournament 2003              | Nem          | Nem          | Igen         | Igen         | Nem          | Nem          | Nem          | Nem          | Igen         | Nem          | Nem          | Nem          | Nem          |
| 2004 | Unreal Tournament 2004              | Nem          | Nem          | Igen         | Igen         | Nem          | Nem          | Nem          | Nem          | Igen         | Nem          | Nem          | Nem          | Nem          |
| 2005 | Pariah                              | Nem          | Nem          | Nem          | Nem          | Nem          | Nem          | Nem          | Nem          | Igen         | Igen         | Nem          | Nem          | Nem          |
| 2006 | Warpath                             | Nem          | Nem          | Nem          | Nem          | Nem          | Nem          | Nem          | Nem          | Igen         | Igen         | Nem          | Nem          | Nem          |
| 2008 | Dark Sector                         | Nem          | Nem          | Nem          | Nem          | Nem          | Nem          | Igen         | Nem          | Igen         | Nem          | Igen         | Nem          | Nem          |
| 2008 | BioShock                            | Nem          | Nem          | Nem          | Nem          | Nem          | Nem          | Igen         | Nem          | Nem          | Nem          | Nem          | Nem          | Nem          |
| 2010 | BioShock 2 (multiplayer)            | Nem          | Nem          | Nem          | Igen         | Nem          | Nem          | Igen         | Nem          | Igen         | Nem          | Igen         | Nem          | Nem          |
| 2011 | Homefront                           | Nem          | Nem          | Nem          | Nem          | Nem          | Nem          | Nem          | Nem          | Igen         | Nem          | Nem          | Nem          | Nem          |
| 2012 | The Darkness II                     | Nem          | Nem          | Nem          | Igen         | Nem          | Nem          | Igen         | Nem          | Igen         | Nem          | Igen         | Nem          | Nem          |
| 2013 | Star Trek                           | Nem          | Nem          | Nem          | Nem          | Nem          | Nem          | Igen         | Nem          | Igen         | Nem          | Igen         | Nem          | Nem          |
| 2013 | Warframe                            | Nem          | Nem          | Nem          | Nem          | Nem          | Nem          | Nem          | Igen         | Igen         | Nem          | Nem          | Igen         | Igen         |
| 2013 | Star Trek                           | Nem          | Nem          | Nem          | Nem          | Nem          | Nem          | Igen         | Nem          | Igen         | Nem          | Igen         | Nem          | Nem          |
| 2015 | Sword Coast Legends                 | Nem          | Nem          | Igen         | Igen         | Nem          | Nem          | Nem          | Igen         | Igen         | Nem          | Nem          | Igen         | Nem          |
| 2017 | The Amazing Eternals                | Nem          | Nem          | Nem          | Nem          | Nem          | Nem          | Nem          | Nem          | Igen         | Nem          | Nem          | Nem          | Nem          |
| 2018 | Survived By                         | Nem          | Nem          | Nem          | Nem          | Nem          | Nem          | Nem          | Nem          | Igen         | Nem          | Nem          | Nem          | Nem          |

## Fordítás
- Ez a szócikk részben vagy egészben  a   Digital Extremes  című angol Wikipédia-szócikk ezen változatának fordításán alapul.  Az eredeti cikk szerkesztőit annak laptörténete sorolja fel. Ez a jelzés csupán a megfogalmazás eredetét és a szerzői jogokat jelzi, nem szolgál a cikkben szereplő információk forrásmegjelöléseként.